# Amaryllideae
Amaryllideae Dumort., 1829 è una tribù di piante angiosperme monocotiledoni appartenente alla famiglia delle Amarillidacee (sottofamiglia Amaryllidoideae).

## Tassonomia
La tribù comprende i seguenti generi:
- Amaryllis L.
- Ammocharis Herb.
- Boophone Herb.
- Brunsvigia Heist.
- Crinum L.
- Crossyne
- Hessea Herb.
- Namaquanula D.Müll.-Doblies & U.Müll.-Doblies
- Nerine Herb.
- Strumaria Jack.

## Distribuzione e habitat
La quasi totalità dei generi della tribù è endemica dell'Africa, con l'eccezione del genere Crinum che ha una distribuzione pantropicale. La maggiore biodiversità è concentrata in Sudafrica.